# Buste van Titus van Asch van Wijck

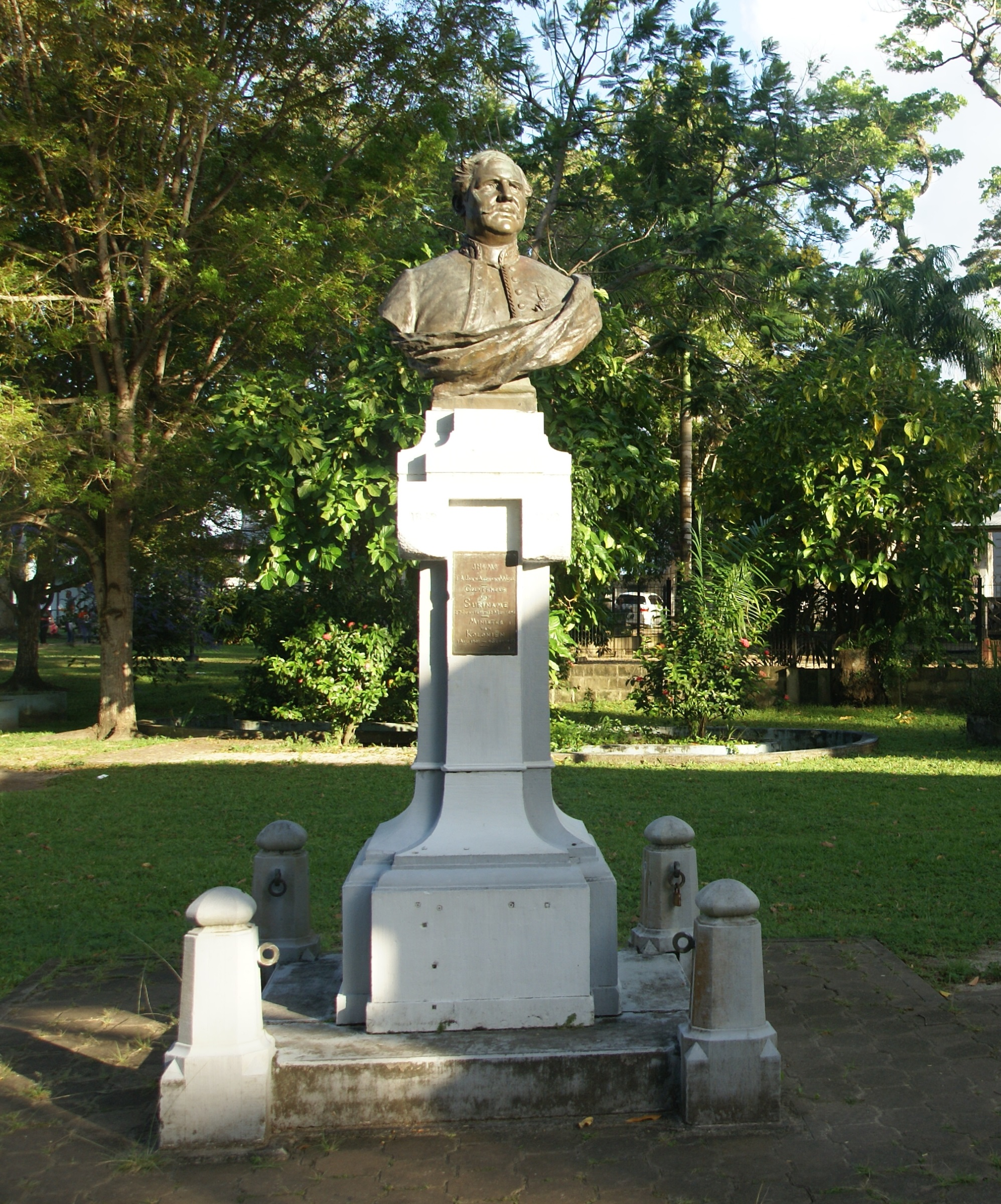
Buste van Titus van Asch van Wijck.

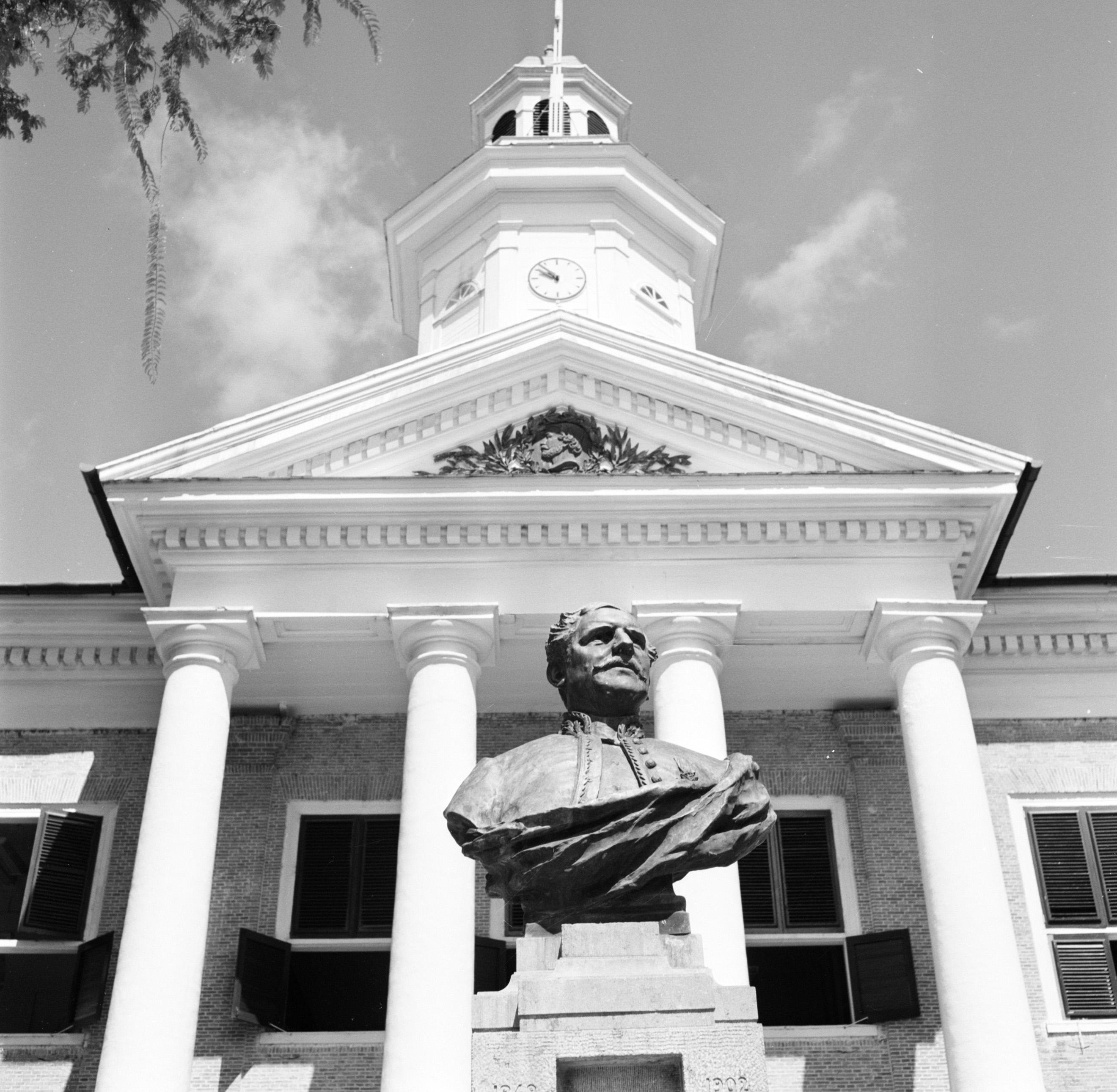
De buste in 1955, op de locatie voor het Ministerie van Financiën.

De buste van Titus van Asch van Wijck staat aan de Kleine Combéweg, op de hoek met de Zeelandiaweg, in Paramaribo, Suriname.
Titus Anthony Jacob van Asch van Wijck (1849-1902) was gouverneur van Suriname van 1891 tot 1896. Hij begon met de verbetering van het Saramaccakanaal en de aanleg van de Saramaccapolder. Later liet hij, als minister van Koloniën, de Lawaspoorweg en de Cultuurtuin aanleggen.
De buste werd door de kunstenaar Van Wijk gemaakt en onthuld op 29 augustus 1904, waarmee het het oudste monument van Suriname is.

## Beschrijving
De buste is geplaatst op een hoekige zuil die staat op een klein platform. Op de vier hoeken van het platform staat stenen palen waartussen ooit kettingen hebben gehangen. De bevestigingspunten hiervan zijn nog aanwezig.
Op de zuil staat de tekst:

Jhr. Mr.

T.A.J. van Asch van Wijck

Gouverneur

van

Suriname

27 Juni 1891 - 12 Mei 1896

Minister

van

Koloniën

1 Aug 1901 - 9 Sep 1902

## Verplaatsingen
De buste stond tot 1923 op het Onafhankelijkheidsplein en werd verplaatst om ruimte te maken voor het standbeeld van koningin Wilhelmina. De buste werd vervolgens geplaatst voor het Ministerie van Financiën aan de westzijde van het plein. In 1974 werd de buste nogmaals verplaatst, dit keer om ruimte te maken voor het standbeeld van Johan Adolf Pengel en wel naar het terrein van Fort Zeelandia aan de rand van het Onafhankelijkheidsplein.